# Bolnišnica
Bolníšnica ali bólnica je ustanova, ki izvaja in nudi profesionalno zdravstveno oskrbo s strani profesionalnega zdravstvenega osebja (zdravniki, medicinske sestre in drugi zdravstveni delavci). Večina bolnišnic ima pogoje za dolgotrajnejšo zdravstveno oskrbo, kar pomeni, da bolniki prebivajo v bolnišničnih prostorih v času zdravljenja.
Upravljanje in financiranje sistema bolnišnic se razlikuje od države do države. Pogosto so to javne ustanove, ki financirane iz državnega proračuna in sodijo v sistem javnega zdravstva, lahko pa so tudi del zasebnih zdravstvenih organizacij (profitnih ali neprofitnih), zavarovalniških podjetij, dobrodelnih organizacij ipd. V zgodovini so bolnišnice ustanavljali tudi cerkveni redovi in vplivni posamezniki.

## Poimenovanje v slovenščini
V slovenskem knjižnem jeziku se je za bolnico oz. bolnišnico od 16. do 19. stoletja uporabljal iz nemščine prevzeti izraz špital. Raba izrazov bolnica oz. bolnišnica je postala vidnejša sredi 19. stoletja, ko sta bili obe besedi že tudi slovarsko evidentirani. V jezikovnih priročnikih je bilo pogosto opozorjeno na prevzetost izraza bolnica iz ruščine, zaradi česar je bil ta razumljen kot manj ustrezna dvojnica. V zadnjih desetletjih se besedi ustaljujeta vsaka na svojem strokovnem področju – bolnišnica v medicinski in bolnica v veterinarski stroki. Danes se na primer samostalnik bolnišnica pojavlja v vseh uradnih poimenovanjih javnih zdravstvenih ustanov (npr. Bolnišnica za ginekologijo in porodništvo Kranj; Ortopedska bolnišnica Valdoltra; Psihiatrična bolnišnica Ormož; Splošna bolnišnica Celje ...), medtem ko se v uradnih imenih veterinarskih organizacij pojavlja izraz bolnica (Centralna veterinarska bolnica; Bolnica za živali Postojna, Veterinarska bolnica Brežice itd.).
V Slovarju slovenskega knjižnega jezika sta tako beseda bolnica (naglas na prvem zlogu) kot bolnišnica opredeljeni kot običajni besedi knjižnega jezika. Slovenski medicinski slovar usmerja besedo bolnica na prednostno besedo bolnišnica.

## Vrste
- splošna bolnišnica
- urgenca
- psihiatrična bolnišnica
- otroška bolnišnica
- vojaška bolnišnica